# Euryopis petricola
Euryopis petricola là một loài nhện trong họ Theridiidae.
Loài này thuộc chi Euryopis. Euryopis petricola được Vernon Victor Hickman miêu tả năm 1951.